# Peter Hambleton
Peter Hambleton (Nuova Zelanda, 1960) è un attore neozelandese.

## Biografia
Molto noto nei teatri di Wellington per le sue interpretazioni, tra il 2012 e il 2014 interpreta il nano Gloin nella trilogia cinematografica de Lo Hobbit, basata sull'omonimo romanzo scritto da J. R. R. Tolkien e diretta da Peter Jackson.

## Filmografia parziale

### Cinema
- Lo Hobbit - Un viaggio inaspettato (The Hobbit: An Unexpected Journey), regia di Peter Jackson (2012)
- Lo Hobbit - La desolazione di Smaug (The Hobbit: The Desolation of Smaug), regia di Peter Jackson (2013)
- Lo Hobbit - La battaglia delle cinque armate (The Hobbit: The Battle of the Five Armies), regia di Peter Jackson (2014)

## Doppiatori italiani
Nelle versioni in italiano delle opere in cui ha recitato, Peter Hambleton è stato doppiato da:
- Edoardo Siravo ne Lo Hobbit - La desolazione di Smaug, Lo Hobbit - La battaglia delle cinque armate
- Claudio Fattoretto ne Lo Hobbit - Un viaggio inaspettato